# Gran Mezquita de Kilwa

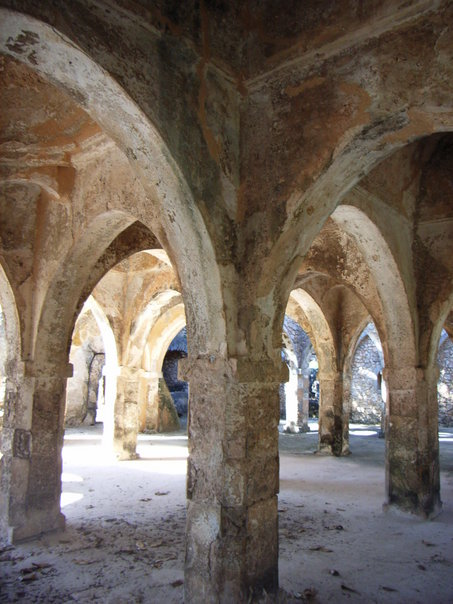
La sala de oración de la mezquita.

La Gran Mezquita de Kilwa es una mezquita congracional en la isla de Kilwa Kisiwani (Tanzania). 

#### Construcción más antigua (sigloXII)
La sección más antigua, probablemente la sala de oración norte, data del siglo XII. Construida entre 1131 y 1170 (según los registros históricos.), esta estructura rectangular mostraba una construcción típica de la época. Los muros de carga estaban construidos con bloques cuadrados de piedra caliza coralina, y tres entradas simétricas con techos abovedados proporcionaban el acceso. De forma única para las mezquitas de la zona, el tejado plano estaba sostenido por nueve columnas hexagonales hechas con troncos de árboles individuales
Los descubrimientos arqueológicos han arrojado luz sobre el diseño original. El tejado, construido con tejas de coral incrustadas en mortero, presentaba círculos concéntricos decorativos. Restos de pintura roja sugieren que la mezquita pudo estar adornada en rojo y negro, añadiendo un toque de color.

#### Adiciones y renovaciones posteriores
A principios del siglo XIV se produjo una gran ampliación bajo el sultán al-Hasan ibn Sulaiman, que también construyó el cercano palacio de Husuni Kubwa. Esta ampliación incluyó probablemente la gran cúpula descrita por Ibn Battuta durante su visita en 1331.
El mihrab, el nicho que indica la dirección de la oración, parece ser un añadido posterior. Su diseño -un arco apuntado, capiteles, pilastras, frisos y una bóveda de media cúpula estriada- difiere de la estructura original. Curiosamente, los bloques de coral que sobresalen sugieren la presencia de un minbar fijo de madera, y los restos de nichos oblongos dentro del nicho principal insinúan una posible influencia shirazi. Estos elementos pueden haber sido incorporados de un diseño anterior durante las renovaciones.

#### Sistema de gestión del agua
La sección occidental de la mezquita albergaba la zona de abluciones, esencial para que los fieles realizaran la limpieza ritual antes de las oraciones. Los trabajos de restauración desenterraron una intrincada red de canales de agua hechos de arcilla cocida, lo que permite comprender el bien diseñado sistema de gestión del agua de la mezquita.